# Copa Europeia/Sul-Americana de 1998
A Copa Europeia/Sul-Americana de 1998, também conhecida como Copa Toyota e Copa Intercontinental, foi a 37.ª edição da competição, disputada em jogo único no Estádio Olímpico de Tóquio, entre o Real Madrid, da Espanha, campeão da Liga dos Campeões da UEFA e o Vasco da Gama, do Brasil, campeão da Copa Libertadores da América no dia 1 de dezembro de 1998.
O Real Madrid foi bicampeão intercontinental ao vencer o Vasco por 2 a 1 com gols de Raúl e Nasa (contra). Juninho Pernambucano marcou para a equipe brasileira.
A vitória do Real Madrid o fez ser convidado pela FIFA para a primeira Copa do Mundo de Clubes da FIFA em 2000 como campeão da Copa Intercontinental de 1998.
Em 27 de outubro de 2017, após uma reunião realizada na Índia, o Conselho da FIFA reconheceu os vencedores da Copa Intercontinental como campeões mundiais.

## Equipes classificadas
| Confederação | Equipe        | Classificação                                   | Participação |
| ------------ | ------------- | ----------------------------------------------- | ------------ |
| CONMEBOL     | Vasco da Gama | Campeão da Copa Libertadores da América de 1998 | 1ª           |
| UEFA         | Real Madrid   | Campeão da Liga dos Campeões da UEFA de 1997–98 | 3ª           |

## A partida
No primeiro tempo, Nasa marcou um gol contra cabeceando para dentro uma bola chutada fortemente por Roberto Carlos, abrindo 1 a 0 para o Real Madrid. Na etapa final, Felipe se destacava na lateral-esquerda do time carioca mas foi Juninho Pernambucano que empatou o jogo com um verdadeiro golaço colocando a bola no ângulo do goleiro Bodo Illgner e empatando o jogo em 1 a 1. Quando o jogo se encaminhava para a prorrogação, Seedorf lançou para Raúl que cortou dois zagueiros e deixou Carlos Germano no chão para fazer o que foi considerado um dos mais belos gols da história do Real Madrid, pondo 2 a 1 no placar. Já nos acréscimos, a equipe espanhola ainda salvou uma bola em cima da linha evitando o empate. O Vasco lutou e até fez por merecer uma sorte melhor mas os campeões europeus mostraram porque mais tarde o Real Madrid seria eleito o maior clube do Século XX.

## Chaveamento
|  | Classificação          | Classificação | Classificação | Classificação |   |             | Copa Intercontinental | Copa Intercontinental | Copa Intercontinental | Copa Intercontinental |
|  |                        |               |               |               |   |             |                       |                       |                       |                       |
|  | Real Madrid            | 1             | –             | –             |   |             |                       |                       |                       |                       |
|  | Juventus               | 0             | –             | –             |   |             |                       |                       |                       |                       |
|  | Juventus               | 0             | –             | –             |   | Real Madrid | 2                     | –                     | –                     |                       |
|  |                        |               |               |               |   | Real Madrid | 2                     | –                     | –                     |                       |
|  |                        | Vasco da Gama | 1             | –             | – |             |                       |                       |                       |                       |
|  | Vasco da Gama          | Vasco da Gama | 1             | –             | – | 2           | 2                     | –                     |                       |                       |
|  | Vasco da Gama          |               |               |               |   | 2           | 2                     | –                     |                       |                       |
|  | Barcelona de Guayaquil | 0             | 1             | –             |   |             |                       |                       |                       |                       |

## Final
| 1 de dezembro de 1998 | Vasco                    | 1 – 2 | Real Madrid                | Estádio Nacional, Tóquio, Japão            |
| 19:30                 | Juninho Pernambucano 56' |       | Nasa 25' (g.c.) · Raúl 83' | Público: 51,514 Árbitro: CHI Mario Sánchez |

| Vasco da Gama | Real Madrid |

| G              | 1  | Carlos Germano |     |     |
| LD             | 2  | Vágner         | 81' |     |
| Z              | 3  | Odvan          |     |     |
| Z              | 4  | Mauro Galvão   |     |     |
| LE             | 6  | Felipe         |     |     |
| V              | 11 | Nasa           | 28' |     |
| V              | 5  | Luisinho       | 37' | 86' |
| M              | 8  | Juninho        |     |     |
| M              | 10 | Ramon          | 89' |     |
| A              | 7  | Donizete       |     |     |
| A              | 9  | Luizão         | 75' |     |
| Substituições: |    |                |     |     |
| V              | 31 | Vítor          |     | 81' |
| A              | 23 | Guilherme      |     | 86' |
| Z              | 17 | Válber         |     | 89' |
| Técnico:       |    |                |     |     |
| Antônio Lopes  |    |                |     |     |

| G              | 1  | Bodo Illgner      |     |     |
| LD             | 2  | Christian Panucci |     |     |
| Z              | 5  | Manolo Sanchís    |     |     |
| Z              | 19 | Fernando Sanz     | 73' |     |
| LE             | 3  | Roberto Carlos    | 19' |     |
| V              | 4  | Fernando Hierro   |     |     |
| V              | 6  | Fernando Redondo  |     |     |
| M              | 10 | Clarence Seedorf  | 44' |     |
| M              | 11 | Sávio             |     | 90' |
| A              | 7  | Raúl              |     |     |
| A              | 8  | Predrag Mijatović |     | 86' |
| Substituições: |    |                   |     |     |
| MC             | 17 | Robert Jarni      |     | 86' |
| A              | 9  | Davor Šuker       |     | 90' |
| Técnico:       |    |                   |     |     |
| Guus Hiddink   |    |                   |     |     |

## Campeão
| Copa Europeia/Sul-Americana de 1998 |
| ----------------------------------- |
| Real Madrid 2º Título               |